# Sycophila mimosae
Sycophila mimosae is een vliesvleugelig insect uit de familie Eurytomidae. De wetenschappelijke naam is voor het eerst geldig gepubliceerd in 1932 door Balduf.